# Epicauta heterodera
Epicauta heterodera es una especie de coleóptero de la familia Meloidae.

## Distribución geográfica
Habita en Florida (Estados Unidos).